# 아망떼
아망떼(Amants, Lovers)는 프랑스에서 제작된 니콜 가르시아 감독의 2020년 멜로/로맨스, 스릴러 영화이다. 스테이시 마틴 등이 주연으로 출연하였다.

## 출연

### 주연
- 스테이시 마틴
- 피에르 니네이
- 브느와 마지멜